# Бауэр, Иегуда
Иегуда Бауэр (ивр. יהודה באואר‎; 6 апреля 1926, Прага, Чехословакия — 18 октября 2024, Израиль) — израильский историк, один из ведущих специалистов по Холокосту, лауреат Государственной премии Израиля.

## Биография
Родился и вырос в Праге, Чехословакия. С раннего возраста знал чешский, словацкий и немецкий языки, позднее выучил иврит, идиш, английский, французский и польский. Его отец был убеждённым сионистом. В период 1930-х годов он пытался собрать деньги для иммиграции в Палестину. Семья переехала туда 15 марта 1939 года.
Бауэр учился в средней школе в Хайфе. В 16 лет, вдохновленный своей учительницей истории, Рэйчел Крулик, решил посвятить себя изучению истории.
После окончания средней школы вступил в ряды Пальмаха. Получил стипендию для обучения в Кардиффском университете в Уэльсе, откуда вынужден был уехать, прервав учёбу, для участия в Войне за независимость Израиля. Обучение он завершил после окончания войны.
После завершения учёбы Бауэр вернулся в Израиль стал членом кибуца Шоваль и занялся научной работой в Еврейском университете в Иерусалиме. В 1960 году он защитил диссертацию по истории Британского мандата в Палестине. На следующий год он начал преподавательскую деятельность в Институте современного еврейства в Еврейском университете.
В 2000 году он был избран членом Израильской академии наук, в 2005 году награждён золотой медалью за выдающиеся заслуги перед шведской культурой, наукой и обществом — Иллис Кворум, а в 2008 году был удостоен звания почетного гражданина Иерусалима.
Умер 18 октября 2024 года в возрасте 98 лет.

## Научная и общественная деятельность
Бауэр опубликовал более 40 книг о Холокосте и антисемитизме. Его ранние исследования были сосредоточены на еврейском сопротивлении нацизму, в своих более поздних работах он обратился к более масштабным вопросам антисемитизма и исторического значения Холокоста. Особенно ценный вклад он внёс в изучение и анализ реакции ишува на информацию о судьбе евреев в нацистской Германии и оккупированных странах — об этом им написаны и изданы книги «Дипломатия и подполье», 1963; «От дипломатии к сопротивлению», 1970, «Бегство и спасение», 1970; см. Бриха) и США (книга на английском языке о деятельности Джойнта в 1939-45 гг. — «Сторож брату своему», 1974; «Американское еврейство и Катастрофа», 1981.
В последние годы своей жизни активно занимался организацией противодействия антисемитизму, сыграл важную роль в создании Международного альянса в память о Холокосте и помог разработать рабочее определение антисемитизма.

## Публикации
- The initial organization of the Holocaust survivors in Bavaria, Jerusalem: Yad Vashem, 1970
- From diplomacy to Resistance: A history of Jewish Palestine. Philadelphia: Jewish Publication Society of America, 1970. Translated from Hebrew by Alton M. Winters.
- Flight and rescue: Brichah. New York: Random House, c1970
- They chose life: Jewish resistance in the Holocaust. New York: The American Jewish Committee, c1973
- Rescue operations through Vilna, Jerusalem: Yad Vashem, 1973
- My brother’s keeper: A history of the American Jewish Joint Distribution Committee. Philadelphia: The Jewish Publication Society of America, c1974
- The Holocaust and the struggle of the Yishuv as factors in the establishment of the State of Israel. Jerusalem: Yad Vashem 1976
- Trends in Holocaust research, Jerusalem: Yad Vashem, 1977
- The Holocaust in historical perspective. Seattle: University of Washington Press, c1978
- The Judenraete: some conclusions. Jerusalem: Yad Vashem, 1979
- The Jewish emergence from powerlessness. Toronto: University of Toronto Press, c1979
- The Holocaust as historical experience: Essays and a discussion, New York: Holmes & Meier, c1981
- American Jewry and the Holocaust. The American Jewish Joint Distribution Committee,. Detroit: Wayne State University Press, 1981 ISBN 0-8143-1672-7
- Jewish foreign policy during the Holocaust. New York: 1984
- Jewish survivors in DP camps and She’erith Hapletah, Jerusalem: Yad Vashem, 1984
- Antisemitism today: Myth and reality. Jerusalem: Hebrew University. Institute of Contemporary Jewry, 1985
- Antisemitism in Western Europe. 1988
- ed., Present-day Antisemitism: Proceedings of the Eighth International Seminar of the Study Circle on World Jewry under the auspices of the President of Israel, Chaim Herzog, Jerusalem 29-31 December 1985. Jerusalem: The Vidal Sassoon International Center for the Study of Antisemitism, The Hebrew University, 1988
- Out of the ashes: The impact of American Jews on post-Holocaust European Jewry. Oxford: Pergamon Press, c1989
- The mission of Joel Brand. 1989
- ed., Remembering for the future: Working papers and addenda. Oxford: Pergamon Press, c1989
- Jewish reactions to the Holocaust. Tel-Aviv: MOD Books, c1989
- Resistance et passivite juive face a l’Holocauste. 1989
- Out of the Ashes. Oxford, Pergamon Press, 1989
- Antisemitism and anti-Zionism — New and old. 1990
- World War II. 1990
- Is the Holocaust explicable? 1990
- La place d’Auschwitz dans la Shoah. 1990
- The Brichah: Jerusalem: Yad Vashem, 1990
- The Holocaust, religion and Jewish history. 1991
- Who was responsible and when? Some well-known documents revisited. 1991
- Holocaust and genocide. Some comparisons. 1991
- The tragedy of the Slovak Jews within the framework of Nazi policy towards the Jews in general, 1992
- Vom christlichen Judenhass zum modernen Antisemitismus—Ein Erklaerungsversuch. 1992
- On the applicability of definitions—Anti-Semitism in present-day Europe. 1993
- Antisemitism as a European and world problem. 1993
- The Wannsee «Conference» and its significance for the «Final Solution». 1993
- Antisemitism in the 1990s. 1993
- The significance of the Final Solution. 1994
- Bauer, Yehuda. Jews for sale? Nazi-Jewish Negotiations, 1933—1945. — New Haven: Yale University Press, 1994. — 306 p. — (Mazal Holocaust Collection). — ISBN 978-0-300-06852-8.
- The Impact of the Holocaust. Thousand Oaks, CA: Sage, 1996
- A history of the Holocaust. New York: Franklin Watts, c1982, 2001
- Rethinking the Holocaust. Haven, Yale University, 2001